# Nivolet
El Nivolet es una montaña del macizo de Les Bauges que domina Chambéry, en el departamento de Saboya, en Francia.
El pico principal, con una altitud de 1547 metros, está flanqueado por la cruz de Nivolet, iluminada desde septiembre de 1989 por EDF.
- Datos: Q3342293
- Multimedia: Nivolet (1 547 m) / Q3342293